# Wereldkampioenschappen schaatsen junioren 2024
De wereldkampioenschappen schaatsen junioren 2024 vonden van 9 tot en met 11 februari 2024 plaats op de overdekte ijsbaan Hachinohe Skating Arena te Hachinohe, Japan. De hal werd in 2019 geopend en het WK en de voorafgaande wereldbekerwedstrijden voor junioren waren de eerste internationale wedstrijden.
Het was de 52e editie van het WK voor junioren. Naast de allroundtitels voor mannen (52e) en vrouwen (51e) en de wereldtitels in de ploegenachtervolging voor landenteams (22e) waren er voor de vijftiende keer wereldtitels op de afstanden te verdienen. De mannen streden voor de wereldtitel op de 500, 1000, 1500 en 5000 meter en de vrouwen voor de wereldtitel op de 500, 1000, 1500 en 3000 meter. Verder werden de wereldtitels in de massastart en teamsprint voor de negende keer vergeven.
Angel Daleman haalde opnieuw het meeste edelmetaal, met zes gouden en een zilveren medaille. Bij de mannen haalde Didrik Eng Strand drie keer goud en een zilver en brons. Koo Kyungmin won de twee individuele sprintnummers. Sigurd Henriksen prolongeerde zijn titel op de 5000 meter met een baanrecord.

## Programma
| Tijdschema - programma | Tijdschema - programma                                                                  | Tijdschema - programma |
| vrijdag 9 februari | zaterdag 10 februari                                                                    | zondag 11 februari |
| --- | --------------------------------------------------------------------------------------- | --- |
| 2:00 - 500 m vrouwen 3:06 - 500 m mannen 5:09 - 1500 m vrouwen 7:01 - 1500 m mannen 9:01 - massastart ½ finales V 9:29 - massastart ½ finales M | 2:00 - 1000 m vrouwen 3:15 - 1000 m mannen 5:27 - 3000 m vrouwen* 7:03 - 5000 m mannen* | 2:00 - Ploegenachtervolging V 2:25 - Ploegenachtervolging M 3:10 - Teamsprint vrouwen 3:25 - Teamsprint mannen 4:00 - Massastart vrouwen 4:14 - Massastart mannen |

* 3000 m vrouwen en 5000 m mannen met kwartetstart

## Medaillewinnaars

### Vrouwen
| Onderdeel     | Kampioen             | Tweede               | Derde      |
| ------------- | -------------------- | -------------------- | ---------- |
| 500 m         | Angel Daleman        | Jung Huidan          | Hana Noake |
| 1000 m        | Angel Daleman        | Emika Miyagawa       | Meike Veen |
| 1500 m        | Angel Daleman        | Emika Miyagawa       | Meike Veen |
| 3000 m        | Aurora Grinden Løvås | Hana Noake           | Akane Iida |
| Allround      | Angel Daleman        | Aurora Grinden Løvås | Meike Veen |
| Massastart    | Angel Daleman        | Patricia Koot        | Hana Noake |
| Teamsprint    | Nederland            | Kazachstan           | Canada     |
| Achtervolging | Japan                | Nederland            | Kazachstan |

### Mannen
| Onderdeel     | Kampioen          | Tweede         | Derde               |
| ------------- | ----------------- | -------------- | ------------------- |
| 500 m         | Koo Kyung-min     | Yuta Hirose    | Issa Gunji          |
| 1000 m        | Koo Kyung-min     | Issa Gunji     | Finn Sonnekalb      |
| 1500 m        | Didrik Eng Strand | Finn Sonnekalb | Szymon Wojtakowski  |
| 5000 m        | Sigurd Henriksen  | Metoděj Jílek  | Didrik Eng Strand   |
| Allround      | Didrik Eng Strand | Finn Sonnekalb | Finn Elias Haneberg |
| Massastart    | Yuta Fuchigami    | Daniel Hall    | Taiki Shingai       |
| Teamsprint    | Noorwegen         | Canada         | Polen               |
| Achtervolging | Canada            | Noorwegen      | Japan               |

### Medaillespiegel
| Nr | Land       | Goud | Zilver | Brons | Totaal |
| -- | ---------- | ---- | ------ | ----- | ------ |
| 1  | Nederland  | 6    | 2      | 3     | 11     |
| 2  | Noorwegen  | 5    | 2      | 2     | 9      |
| 3  | Japan      | 2    | 5      | 6     | 13     |
| 4  | Zuid-Korea | 2    | 1      | -     | 3      |
| 5  | Canada     | 1    | 2      | 1     | 4      |
| 6  | Duitsland  | -    | 2      | 1     | 3      |
| 7  | Kazachstan | -    | 1      | 1     | 2      |
| 8  | Tsjechië   | -    | 1      | -     | 1      |
| 9  | Polen      | -    | -      | 2     | 2      |

## Belgische en Nederlandse deelnemers
Angel Daleman is ook dit jaar van de partij. Vorig jaar won ze acht medailles, waarvan zes goud. Een andere favoriete was Meike Veen die het klassement en bijna alle wedstrijden op de 1000 en 1500 meter in de wereldbeker voor junioren had gewonnen. De Nederlandse ploeg was al twee weken voor het WK in Japan om optimaal wedstrijdfit te worden. De schaatsers kregen een week de tijd om de jetlag kwijt te raken. Daarna volgde een junioren-wereldbekerwedstrijd om te wennen aan de nieuwe schaatshal en het aparte ijs. Nederlands kampioen allround Freek van der Ham plaatste zich en passant nog even voor het allroundtournooi.

### Vrouwen
| Naam              | 500 m      | 1000 m       | 1500 m       | 3000 m       | allround     | massastart |
| ----------------- | ---------- | ------------ | ------------ | ------------ | ------------ | ---------- |
| Angel Daleman     | 39,12      | 1.18,03      | 1.58,72      | 4.18,79 (5)  | 160,840      | Goud       |
| Jillian Knook     | 39,95 (4)  | 1.20,73 (13) |              |              | 80,315 (34)  |            |
| Patricia Koot     | 41,14 (21) | 1.20,58 (12) | 2.03,53 (11) | 4.21,36 (9)  | 166,166 (6)  | Zilver     |
| Meike Veen        | 40,14 (5)  | 1.19,06      | 2.00,84      | 4.22,87 (11) | 163,761      |            |
| Rosalie van Vliet | 41,47 (25) |              | 2.04,89 (16) | 4.26,59 (14) | 127,531 (27) |            |

| Achtervolging                                                  | Sprint                                                         |
| -------------------------------------------------------------- | -------------------------------------------------------------- |
| Nederland · 3.09,48 Meike Veen · Angel Daleman · Patricia Koot | Nederland · 1.29,60 Jillian Knook · Meike Veen · Angel Daleman |

### Mannen
| Naam              | 500 m      | 1000 m          | 1500 m          | 5000 m          | allround     | massastart |
| ----------------- | ---------- | --------------- | --------------- | --------------- | ------------ | ---------- |
| Laurens Bergé     | 37,42 (24) | 1.13,98 (26)    | 1.54,61 (34)    |                 | 112,613 (24) | DNS        |
| Tom Mulder        |            |                 | 1.53,23 (27) PR | 6.53,83 (21) PR |              | Uitg.      |
| Mats Bendijk      | 37,24 (19) | 1.12,82 (15)    | 1.50,51 (11)    |                 | 110,486 (20) | 10         |
| Mats van den Bos  | 36,37 (7)  |                 |                 |                 | 36,370 (43)  |            |
| Michiel de Groot  | 38,15 (35) | 1.14,58 (33)    | 1.52,59 (23)    | 6.56,90 (27)    | 154,660 (14) |            |
| Freek van der Ham | 37,95 (32) | 1.14,00 (27) PR | 1.51,02 (15)    | 6.41,95 (12)    | 152,151 (11) |            |
| Niklas Reinders   | 36,60 (11) | 1.11,80 (9)     | 1.51,96 (19)    | DSQ             | 109,820 (18) | 14         |

| Achtervolging                                                        | Sprint                                                              |
| -------------------------------------------------------------------- | ------------------------------------------------------------------- |
| Nederland 3.53,57 (4) Mats Bendijk Freek van der Ham Niklas Reinders | Nederland 1.24,32 (7) Mats van den Bos Niklas Reinders Mats Bendijk |

## Vrouwen

### Ploegonderdelen
Reserves op de ploegonderdelen zijn schuingedrukt.
| Plaats | Tijd            | Landenploeg                                                          | Paar            |
| ------ | --------------- | -------------------------------------------------------------------- | --------------- |
| Goud   | 3.08,55         | Japan Hana Noake Yukina Hatakeyama Emika Miyagawa                    | 5 Wissel        |
| Zilver | 3.09,48 + 0,93  | Nederland Meike Veen Angel Daleman Patricia Koot                     | 5 Start- Finish |
| Brons  | 3.11,94 + 3,39  | Kazachstan Marija Degen Alina Sjoemekova Kristina Sjoemekova         | 2 Start- Finish |
| 4      | 3.12,70 +4,15   | Duitsland Sofie Adeberg Maira Jasch Melissa Schaefer                 | 3 Wissel        |
| 5      | 3.12,89 + 4,34  | Polen Zofia Braun Liwia Kubin Hanna Mazur                            | 3 Start- Finish |
| 6      | 3.13,18 + 4,63  | Italië Giorgia Aiello Maybritt Vigl Emily Tormen                     | 4 Wissel        |
| 7      | 3.13,91 + 5,36  | Zuid-Korea Heo Jian Lim Leewon Cho Seoyeon                           | 4 Start- Finish |
| 8      | 3.17,63 + 9,08  | Canada Julia Snelgrove Skylar van Horne Sofia Bieber                 | 2 Wissel        |
| 9      | 3.22,16 + 13,61 | Noorwegen Aurora Grinden Løvås Martine Solem Ingrid Håkegård Eichler | 1 Start- Finish |
| 10     | 3.47,27 + 38,72 | Verenigde Staten Marley Soldan Natasja Radulovic Libby Williams      | 1 Wissel        |

| Plaats | Tijd           | Landenploeg                                                         | Paar            |
| ------ | -------------- | ------------------------------------------------------------------- | --------------- |
| Goud   | 1.29,60        | Nederland Jillian Knook Meike Veen Angel Daleman                    | 5 Start- Finish |
| Zilver | 1.31,28 + 1,68 | Kazachstan Alina Sjoemekova Darja Gavrilova Kristina Sjoemekova     | 4 Wissel        |
| Brons  | 1.32,66 + 3,06 | Canada Camille Tremblay Skylar van Horne Julia Snelgrove            | 3 Start- Finish |
| 4      | 1.33,02 + 3,42 | Zuid-Korea Jung Huidan Chung Hyunseo Lim Leewon                     | 5 Wissel        |
| 5      | 1.33,28 + 3,68 | Duitsland Sofie Adeberg Melissa Schaefer Isabel Kraus               | 3 Wissel        |
| 6      | 1.33,57 +3,97  | Verenigde Staten Marley Soldan Libby Williams Piper Yde             | 2 Wissel        |
| 7      | 1.33,72 + 4,12 | Noorwegen Ina Nakken Martine Solem Aurora Grinden Løvås             | 2 Start- Finish |
| 8      | 1.34,79 + 5,19 | Polen Hanna Mazur Wiktoria Dąbrowska Zofia Braun                    | 4 Start- Finish |
| 9      | 1.36,79 + 7,19 | Oostenrijk Sarah Rosner Jeannine Rosner Katharina Mezgolits         | 1 Start- Finish |
| 10     | 1.37,84 + 8,24 | Spanje Hannah Llop Izquierdo Julia Espín Real Ona Rodriguez Cornejo | 1 Wissel        |

### Individuele onderdelen
De 3000 meter werd verreden met twee paren in de baan, die een halve baan na elkaar startten.
| Land | Naam                              | 500 m | 500 m         | 1000 m | 1000 m          | 1500 m | 1500 m          | 3000 m | 3000 m          | allround     | massastart | massastart |
| Land | Naam                              | Rit   | Tijd          | Rit    | Tijd            | Rit    | Tijd            | Rit    | Tijd            | Punten       | Halve      | Finale     |
| ---- | --------------------------------- | ----- | ------------- | ------ | --------------- | ------ | --------------- | ------ | --------------- | ------------ | ---------- | ---------- |
| AUT  | Katharina Mezgolits               | 999   | 999           | 5 I    | 1.25,31 (36)    | 4 O    | 2.13,19 (39)    | 999    | 999             | 999          | 11         | 711        |
| AUT  | Jeannine Rosner                   | 17 O  | 40,64 (16)    | 19 I   | 1.20,29 {9}     | 21 O   | 2.03,17 (10)    | 9 O    | 4.20,20 (7)     | 165,208 (4)  | 4          | 16 (DNS)   |
| AUT  | Sarah Rosner                      | 999   | 999           | 999    | 999             | 999    | 999             | 999    | 999             | 999          | 999        | 999        |
| CAN  | Darby Beeson                      | 5 O   | 42,33 (36)    | 999    | 999             | 14 I   | 2.10,18 (33)    | 5 O    | 4.37,66 (31)    | 132,000 (30) | 3          | 11         |
| CAN  | Sofia Bieber                      | 14 O  | 41,96 (34)    | 15 I   | 1.24,16 (33)    | 16 I   | 2.08,06 (28)    | 2 O    | 4.38,78 (33)    | 173,190 (19) | 999        | 999        |
| CAN  | Skylar van Horne                  | 8 O   | 41,15 (22)    | 10 I   | 1.21,88 (21)    | 8 O    | 2.07,05 (24)    | 4 I    | 4.35,29 (26)    | 170,321 (14) | 999        | 999        |
| CAN  | Julia Snelgrove                   | 19 I  | 40,68 (17)    | 12 I   | 1.22,17 (23)    | 13 O   | 2.05,85 (21)    | 4 O    | 4.28,64 (19) PR | 168,488 (10) | 10         | 710        |
| CAN  | Camille Tremblay                  | 10 I  | 41,81 (29)    | 6 O    | 1.26,29 (38)    | 999    | 999             | 999    | 999             | 84,955 (38)  | 999        | 999        |
| DEN  | Natascha Lindenskov               | 999   | 999           | 1 O    | 1.28,43 (42)    | 7 O    | 2.12,85 (38)    | 7 O    | 4.35,07 (25)    | 999          | 10         | 710        |
| ESP  | Julia Espín Real                  | 2 O   | 42,55 (38)    | 2 I    | 1.27,77 (40)    | 4 I    | DSQ             | 999    | 999             | 42,550 (40)  | 9          | 709        |
| ESP  | Hannah Llop Izquierdo             | 2 I   | 43,78 (42)    | 999    | 999             | 999    | 999             | 999    | 999             | 43,780 (42)  | 999        | 999        |
| ESP  | Ona Rodriguez Cornejo             | 11 O  | 42,11 (35)    | 4 I    | 1.23,73 (30)    | 999    | 999             | 999    | 999             | 83,975 (37)  | 9          | 709        |
| GER  | Sofie Adeberg                     | 13 I  | 40,61 (15)    | 12 O   | 1.21,17 (17)    | 18 O   | 2.05,31 (20)    | 999    | 999             | 122,965 (23) | 999        | 999        |
| GER  | Maira Jasch                       | 999   | 999           | 999    | 999             | 17 O   | 2.04,82 (14)    | 9 I    | 4.18,06 (4)     | 999          | 8          | 4          |
| GER  | Isabel Kraus                      | 6 I   | DNF           | 6 I    | 1.22,65 (26)    | 5 O    | 2.07,61 (27)    | 5 I    | 4.23,96 (12)    | 0 (-)        | 999        | 999        |
| GER  | Melissa Schaefer                  | 10 O  | 41,51 (27)    | 11 O   | 1.23,18 (29)    | 16 O   | 2.07,26 (26)    | 6 O    | 4.25,09 (13) PR | 169,701 (13) | 999        | 999        |
| GER  | Ashley Völker                     | 999   | 999           | 999    | 999             | 999    | 999             | 4 O    | 4.28,23 (18) PR | 999          | 7          | 13         |
| ITA  | Giorgia Aiello                    | 15 I  | 40,47 (11)    | 14 O   | 1.20,54 (11)    | 15 I   | 2.03,67 (13) PR | 3 I    | 4.34,36 (24)    | 167,690 (8)  | 999        | 999        |
| ITA  | Emily Tormen                      | 1 I   | 42,59 (40)    | 1 I    | 1.22,28 (24) PR | 7 I    | 2.06,98 (23) PR | 3 O    | 4.20,98 (8) PR  | 169,553 (12) | 5          | 8          |
| ITA  | Maybritt Vigl                     | 19 O  | 40,54 (13)    | 17 I   | 1.20,17 (7)     | 11 O   | 2.04,94 (18) PR | 1 O    | 4.31,87 (23) PR | 167,583 (7)  | 4          | 10         |
| JPN  | Yukina Hatakeyama                 | 999   | 999           | 999    | 999             | 19 O   | 2.03,63 (12)    | 7 I    | 4.27,90 (17)    | 999          | 999        | 999        |
| JPN  | Akane Iida                        | 999   | 999           | 999    | 999             | 13 I   | 2.02,83 (7) PR  | 7 I    | 4.15,87         | 999          | 3          | 9          |
| JPN  | Anna Kubo                         | 21 O  | 40,17 (7)     | 19 O   | 1.20,01 (5)     | 999    | 999             | 999    | 999             | 80,175 (33)  | 999        | 999        |
| JPN  | Emika Miyagawa                    | 999   | 999           | 17 O   | 1.18,54 PR      | 22 I   | 2.00,61         | 999    | 999             | 999          | 999        | 999        |
| JPN  | Hana Noake                        | 17 I  | 39,80         | 999    | 999             | 22 O   | 2.00,90 (4)     | 8 I    | 4.13,32         | 122,320 (21) | 1          | Brons      |
| KAZ  | Anastasija Belovodova             | 3 I   | 41,23 (24) PR | 7 O    | 1.21,54 (19) PR | 9 O    | 2.06,75 (22)    | 999    | 999             | 124,250 (24) | 999        | 999        |
| KAZ  | Marija Degen                      | 999   | 999           | 999    | 999             | 3 O    | 2.07,16 (25) PR | 2 O    | 4.29,46 (20) PR | 999          | 999        | 999        |
| KAZ  | Darja Gavrilova                   | 14 I  | 40,31 (9) PR  | 10 O   | 1.20,26 (8)     | 999    | 999             | 999    | 999             | 80,440 (35)  | 999        | 999        |
| KAZ  | Alina Sjoemekova                  | DNS   | DNS           | 3 I    | 1.22,86 (27) PR | 999    | 999             | 999    | 999             | 999          | 999        | 999        |
| KAZ  | Kristina Sjoemekova               | 16 O  | 40,39 (10) PR | 15 O   | 1.21,34 (18)    | 12 O   | 2.02,85 (8) PR  | DNS    | DNS             | 122,010 (20) | 999        | 999        |
| KOR  | Cho Seoyeon                       | 15 O  | 40,14 (5) PR  | 999    | 999             | 18 I   | 2.02,81 (6)     | 5 O    | 4.31,27 (22)    | 126,288 (25) | 13         | 713        |
| KOR  | Chung Hyunseo                     | 18 I  | 40,49 (12)    | 14 I   | 1.20,07 (6)     | 999    | 999             | 999    | 999             | 80,525 (36)  | 999        | 999        |
| KOR  | Heo Jian                          | 3 O   | 41,59 (28) PR | 9 O    | 1.22,15 (22) PR | 11 I   | 2.04,90 (17) PR | 3 O    | 4.29,50 (21) PR | 169,215 (11) | 999        | 999        |
| KOR  | Jung Huidan                       | 22 I  | 39,55         | 21 O   | 1.21,10 (16)    | 999    | 999             | 999    | 999             | 80,100 (31)  | 999        | 999        |
| KOR  | Lim Leewon                        | 9 I   | 41,17 (23)    | 7 I    | 1.20,95 (14) PR | 14 O   | 2.03,05 (9) PR  | 5 I    | 4.19,85 (6)     | 165,970 (5)  | 2          | 7          |
| LAT  | Laura Jankovska                   | 4 I   | 42,34 (37)    | 5 O    | 1.26,25 (37)    | 1 O    | 2.17,51 (41)    | 999    | 999             | 131,301 (29) | 999        | 999        |
| LAT  | Ance Kucina                       | 5 I   | 41,94 (33)    | 999    | 999             | 999    | 999             | 999    | 999             | 41,940 (41)  | 11         | 711        |
| NED  | Angel Daleman                     | 20 I  | 39,12         | 20 I   | 1.18,03         | 20 O   | 1.58,72         | 8 O    | 4.18,79 (5)     | 160,840      | 1          | Goud       |
| NED  | Jillian Knook                     | 20 O  | 39,95 (4)     | 18 O   | 1.20,73 (13)    | 999    | 999             | 999    | 999             | 80,315 (34)  | 999        | 999        |
| NED  | Patricia Koot                     | 16 I  | 41,14 (21)    | 18 I   | 1.20,58 (12)    | 19 I   | 2.03,53 (11)    | 8 O    | 4.21,36 (9)     | 166,166 (6)  | 5          | Zilver     |
| NED  | Meike Veen                        | 22 O  | 40,14 (5)     | 21 I   | 1.19,06         | 21 I   | 2.00,84         | 9 I    | 4.22,87 (11)    | 163,761      | 999        | 999        |
| NED  | Rosalie van Vliet                 | 12 I  | 41,47 (25)    | 999    | 999             | 17 I   | 2.04,89 (16)    | 8 I    | 4.26,59 (14)    | 127,531 (27) | 999        | 999        |
| NOR  | Ingrid Håkegård Eichler           | 999   | 999           | 999    | 999             | 1 I    | DNF             | 8 O    | 4.22,09 (10) PR | 999          | 12         | 712        |
| NOR  | Aurora Grinden Løvås              | 12 O  | 40,80 (18)    | 16 O   | 1.20,41 (10)    | 20 I   | 2.01,69 (5)     | 9 O    | 4.12,35         | 163,626      | 12         | 712        |
| NOR  | Ina Nakken                        | DNS   | DNS           | 999    | 999             | DNS    | DNS             | 999    | 999             | 999          | 999        | 999        |
| NOR  | Vilde Semb                        | 999   | 999           | 3 O    | 1.26,82 (39)    | 5 I    | 2.11,74 (37)    | 1 I    | 4.37,74 (32)    | 999          | 999        | 999        |
| NOR  | Martine Solem                     | 8 I   | 41,89 (30)    | 8 I    | 1.22,89 (28)    | 6 I    | 2.09,41 (31)    | 1 O    | 4.37,47 (30)    | 172,716 (17) | 999        | 999        |
| POL  | Zofia Braun                       | 13 O  | 40,84 (19)    | 13 O   | 1.21,75 (20)    | 12 I   | 2.04,86 (15) PR | 6 I    | 4.27,88 (16)    | 167,981 (9)  | 8          | 14         |
| POL  | Wiktoria Dąbrowska                | 18 O  | 40,17 (8)     | 20 O   | 1.19,91 (4)     | 999    | 999             | 999    | 999             | 80,125 (32)  | 999        | 999        |
| POL  | Julia Grzywińska                  | 7 I   | 41,90 (31)    | 9 I    | 1.24,10 (32)    | 6 O    | 2.09,08 (29)    | 4 I    | 4.36,14 (28)    | 173,000 (18) | 999        | 999        |
| POL  | Liwia Kubin                       | 999   | 999           | 999    | 999             | 2 O    | 2.11,32 (35)    | 6 O    | 4.35,74 (27)    | 999          | 999        | 999        |
| POL  | Hanna Mazur                       | 21 I  | 40,57 (14)    | 16 I   | 1.21,00 (15)    | 15 O   | 2.05,21 (19)    | 999    | 999             | 122,806 (22) | 6          | 6          |
| POR  | Francisca Gomes Henriques         | 7 O   | 41,49 (26)    | 8 O    | 1.24,43 (34)    | 3 I    | 2.10,55 (34)    | 999    | 999             | 127,221 (26) | 999        | 999        |
| POR  | Jéssica Carolina Santos Rodrigues | 999   | 999           | 999    | 999             | 8 I    | DSQ             | 2 I    | 4.37,08 (29)    | 999          | 7          | 15         |
| USA  | Natasa Gakovic                    | 4 O   | 43,13 (41)    | 2 O    | 1.28,11 (41)    | 999    | 999             | 999    | 999             | 87,185 (39)  | 999        | 999        |
| USA  | Natasja Radulovic                 | 999   | 999           | 999    | 999             | 2 I    | 2.17,05 (40)    | 2 I    | DSQ             | 999          | 999        | 999        |
| USA  | Marley Soldan                     | 6 O   | 42,55 (39)    | 4 O    | 1.25,12 (35)    | 10 O   | 2.09,28 (30)    | 6 I    | 4.26,86 (15)    | 172,680 (16) | 2          | 5          |
| USA  | Libby Williams                    | 11 I  | 40,92 (20)    | 13 I   | 1.22,41 (25)    | 10 I   | 2.09,44 (32)    | 3 I    | 4.40,27 (34)    | 171,983 (15) | 999        | 999        |
| USA  | Piper Yde                         | 9 O   | 41,90 (32)    | 11 I   | 1.24,06 (31)    | 9 I    | 2.11,52 (36)    | DNS    | DNS             | 127,770 (28) | 6          | 12         |

## Mannen

### Ploegonderdelen
Reserves op de ploegonderdelen zijn schuingedrukt.
| Plaats | Tijd            | Landenploeg                                                          | Paar            |
| ------ | --------------- | -------------------------------------------------------------------- | --------------- |
| Goud   | 3.49,25         | Canada Luca Veeman Daniel Hall Max Poulin                            | 4 Wissel        |
| Zilver | 3.49,44 + 0,19  | Noorwegen Finn Elias Haneberg Sigurd Henriksen Didrik Eng Strand     | 4 Start- Finish |
| Brons  | 3.53,13 + 3,88  | Japan Takumi Murashita Yuta Fuchigami Taiki Shingai                  | 2 Wissel        |
| 4      | 3.53,57 + 4,32  | Nederland Mats Bendijk Freek van der Ham Niklas Reinders             | 3 Wissel        |
| 5      | 3.55,04 + 5,79  | Zuid-Korea Hwang Sung-min Jung In-woo Yang Ho-jun                    | 3 Start- Finish |
| 6      | 3.56,68 + 7,43  | Polen Mateusz Sliwka Szymon Wojtakowski Szymon Kwapisz               | 2 Start- Finish |
| 7      | 4.06,24 + 16,99 | Verenigde Staten Dylan Woodbury William Silk Liam Kitchel            | 1 Wissel        |
| 8      | 4.06,29 + 17,04 | Kazachstan Aldiyar Tyulyugenov Mikhail Gluchshenko Ruslan Zjanadilov | 1 Start- Finish |
| DNS    |                 | Duitsland                                                            |                 |

| Plaats | Tijd           | Landenploeg                                                           | Paar            |
| ------ | -------------- | --------------------------------------------------------------------- | --------------- |
| Goud   | 1.22,77        | Noorwegen Finn Elias Haneberg Miika Johan Klevstuen Didrik Eng Strand | 3 Start- Finish |
| Zilver | 1.23,20 + 0,43 | Canada Luca Veeman Jalen Doan Max Poulin                              | 4 Start- Finish |
| Brons  | 1.23,25 + 0,48 | Polen Kacper Abratkiewicz Mateusz Sliwka Szymon Wojtakowski           | 3 Wissel        |
| 4      | 1.23,62 + 0,85 | Zuid-Korea Cho Yeong-jun Koo Kyung-min Hwang Sung-min                 | 4 Wissel        |
| 5      | 1.24,01 + 1,24 | Kazachstan Dmitriy Bichurkin Mikhail Gluchshenko Andrey Semenov       | 1 Start- Finish |
| 6      | 1.24,28 + 1,51 | Duitsland Lennart Grabe Richard Schreiter Finn Sonnekalb              | 2 Wissel        |
| 7      | 1.24,32 + 1,55 | Nederland Mats van den Bos Niklas Reinders Mats Bendijk               | 2 Start- Finish |
| 8      | 1.26,69 + 3,92 | Verenigde Staten Max Weber Carl Tatelli Dylan Woodbury                | 1 Wissel        |

### Individuele onderdelen
De 5000 meter werd verreden met twee paren in de baan, die een halve baan na elkaar startten.
| Land | Naam                          | 500 m | 500 m         | 1000 m | 1000 m          | 1500 m | 1500 m          | 5000 m | 5000 m          | allround     | massastart | massastart |
| Land | Naam                          | Rit   | Tijd          | Rit    | Tijd            | Rit    | Tijd            | Rit    | Tijd            | Punten       | Halve      | Finale     |
| ---- | ----------------------------- | ----- | ------------- | ------ | --------------- | ------ | --------------- | ------ | --------------- | ------------ | ---------- | ---------- |
| AUS  | Luke Zeliff                   | 999   | 999           | 4 O    | 1.19,40 (43)    | 3 I    | 2.01,46 (44)    | 999    | 999             | 999          | 12         | 712        |
| AUT  | Alexander Farthofer           | 3 I   | 37,35 (22)    | 11 O   | 1.11,67 (7) PR  | 19 O   | 1.48,90 (5) PR  | 3 O    | 6.37,31 (7) PR  | 149,216 (4)  | 3          | 6          |
| AUT  | Julian Zimmerling             | 999   | 999           | 999    | 999             | 2 O    | 1.58,06 (43)    | 999    | 999             | 999          | 10         | 710        |
| BEL  | Laurens Bergé                 | 8 O   | 37,42 (24)    | 9 O    | 1.13,98 (26)    | 7 O    | 1.54,61 (34)    | 999    | 999             | 112,613 (24) | DNS        | 877        |
| BEL  | Tom Mulder                    | 999   | 999           | 999    | 999             | 4 O    | 1.53,23 (27) PR | 1 I    | 6.53,83 (21) PR | 999          | 9          | 709        |
| CAN  | Jalen Doan                    | 20 O  | 36,38 (8)     | 20 O   | 1.11,42 (6)     | 22 O   | 1.52,30 (22)    | 999    | 999             | 109,523 (19) | 999        | 999        |
| CAN  | Daniel Hall                   | 13 I  | 37,90 (30)    | 20 I   | 1.13,43 (22)    | 21 I   | 1.50,77 (12)    | 8 O    | 6.35,52 (6)     | 151,090 (9)  | 2          | Zilver     |
| CAN  | Max Poulin                    | 15 O  | 37,26 (20)    | 21 I   | 1.11.77 (8)     | 13 I   | 1.50,33 (10)    | 2 I    | 6.53,09 (20)    | 151,230 (10) | 999        | 999        |
| CAN  | Luca Veeman                   | 19 I  | 37,56 (27)    | 21 O   | 1.12,90 (16)    | 23 I   | 1.53,17 (26)    | 5 I    | 6.47,26 (17)    | 152,459 (12) | 6          | 7          |
| CAN  | Connor Waters                 | 999   | 999           | 999    | 999             | 999    | 999             | 4 O    | 6.54,51 (23)    | 999          | 999        | 999        |
| CZE  | Metoděj Jílek                 | 999   | 999           | 999    | 999             | 23 O   | 1.48,88 (4)     | 8 I    | 6.19,60 PR      | 999          | 3          | 15         |
| ESP  | Ivan Roldán Ferrer            | 999   | 999           | 999    | 999             | 2 I    | 1.57,36 (42) PR | 999    | 999             | 999          | 10         | 710        |
| GER  | Lennart Grabe                 | 14 I  | 37,15 (17)    | 2 I    | 1.14,87 (35)    | 999    | 999             | 999    | 999             | 74,585 (40)  | 999        | 999        |
| GER  | Tomy Nguyen                   | 7 O   | 38,54 (37)    | 6 I    | 1.14,40 (30)    | 6 I    | 1.54,68 (35)    | DNS    | DNS             | 113,966 (26) | 999        | 999        |
| GER  | Richard Schreiter             | 5 I   | 37,23 (18) PR | 9 I    | 1.12,94 (18) PR | 7 I    | 1.52,15 (20) PR | DNS    | DNS             | 111,083 (22) | 11         | 711        |
| GER  | Finn Sonnekalb                | 18 I  | 36,55 (10)    | 14 I   | 1.10,82 PR      | 18 I   | 1.48,18 PR      | 6 O    | 6.39,94 (8)     | 148,014      | 999        | 999        |
| GER  | Luca Matteo Stibenz           | 999   | 999           | 999    | 999             | 9 O    | 1.53,35 (28)    | 5 O    | 6.54,33 (22)    | 999          | 5          | 4          |
| HUN  | János Sipos                   | 12 I  | 37,40 (23)    | 5 O    | 1.15,02 (36)    | 999    | 999             | 999    | 999             | 74,910 (41)  | 999        | 999        |
| HUN  | Lukács Soma                   | 10 I  | 37,34 (21)    | 5 I    | 1.14,36 (29) PR | 999    | 999             | 999    | 999             | 74,520 (39)  | 999        | 999        |
| ITA  | Manuel de Carli               | 2 I   | 38,10 (34) PR | 2 O    | 1.14,51 (32) PR | 4 I    | 1.54,14 (32) PR | 3 I    | 6.51,06 (19) PR | 154,507 (13) | 13         | 713        |
| ITA  | Manuel Ghiotto                | 3 O   | 37,86 (29) PR | 4 I    | 1.13,33 (21) PR | 14 I   | 1.49,57 (8) PR  | 7 O    | 6.32,89 (5) PR  | 150,337 (8)  | 4          | 11         |
| JPN  | Yuta Fuchigami                | 999   | 999           | 999    | 999             | 9 I    | 1.51,45 (17) PR | 7 O    | 6.41,03 (10) PR | 999          | 1          | Goud       |
| JPN  | Issa Gunji                    | 22 O  | 35,65         | 22 I   | 1.10,75         | 999    | 999             | 999    | 999             | 71,025 (32)  | 999        | 999        |
| JPN  | Yuta Hirose                   | 21 I  | 35,57         | 17 I   | 1.12,93 (17)    | 999    | 999             | 999    | 999             | 72,035 (33)  | 999        | 999        |
| JPN  | Takumi Murashita              | 999   | 999           | 999    | 999             | 12 O   | 1.52,26 (21)    | 4 I    | 6.54,82 (24)    | 999          | 999        | 999        |
| JPN  | Taiki Shingai                 | 999   | 999           | 999    | 999             | 13 O   | 1.51,90 (18)    | 7 I    | 6.40,44 (9) PR  | 999          | 1          | Brons      |
| KAZ  | Dmitriy Bichurkin             | 13 O  | 37,06 (16)    | 8 I    | 1.13,77 (25) PR | 999    | 999             | 999    | 999             | 73,945 (36)  | 999        | 999        |
| KAZ  | Mikhail Gluchshenko           | 10 O  | 1.04,76 (43)  | 7 I    | 1.13,70 (24)    | 8 I    | 1.53,67 (30)    | 999    | 999             | 139,500 (30) | 999        | 999        |
| KAZ  | Andrey Semenov                | 16 O  | 36,80 (12)    | 15 O   | 1.12,54 (14)    | 10 O   | 1.54,70 (36)    | 999    | 999             | 111,303 (23) | 999        | 999        |
| KAZ  | Aldiyar Tyulyugenov           | 999   | 999           | 999    | 999             | 5 I    | 1.54,98 (38) PR | 1 I    | 6.55,55 (25) PR | 999          | 999        | 999        |
| KAZ  | Ruslan Zjanadilov             | 4 I   | 38,98 (40)    | 3 I    | 1.15,94 (40)    | 3 O    | 1.55,60 (39)    | 999    | 999             | 115,483 (28) | 999        | 999        |
| KOR  | Cho Yeong-jun                 | 17 I  | 36,23 (6)     | 999    | 999             | 1 I    | 1.52,81 (25) PR | 999    | 999             | 73,833 (35)  | 999        | 999        |
| KOR  | Hwang Sung-min                | 5 O   | 37,42 (25) PR | 14 O   | 1.12,35 (11)    | 12 I   | 1.50,94 (14) PR | 999    | 999             | 110,575 (21) | 999        | 999        |
| KOR  | Jung In-woo                   | 999   | 999           | 1 I    | 1.13,51 (23) PR | 10 I   | 1.50,83 (13) PR | 2 O    | 6.43,63 (14) PR | 999          | DSQ        | 777        |
| KOR  | Koo Kyung-min                 | 21 O  | 35,55         | 22 O   | 1.10,52         | 999    | 999             | 999    | 999             | 70,810 (31)  | 999        | 999        |
| KOR  | Yang Ho-jun                   | 11 I  | 37,01 (15)    | 17 O   | 1.11,85 (10)    | 21 O   | 1.50,28 (9)     | 4 O    | 6.41,88 (11)    | 149,883 (7)  | 2          | 5          |
| NED  | Mats Bendijk                  | 11 O  | 37,24 (19)    | 16 I   | 1.12,82 (15)    | 19 I   | 1.50,51 (11)    | 999    | 999             | 110,486 (20) | 8          | 10         |
| NED  | Mats van den Bos              | 22 I  | 36,37 (7)     | 999    | 999             | 999    | 999             | 999    | 999             | 36,370 (43)  | 999        | 999        |
| NED  | Michiel de Groot              | 6 I   | 38,15 (35)    | 6 O    | 1.14,58 (33)    | 16 O   | 1.52,59 (23)    | 5 I    | 6.56,90 (27)    | 154,660 (14) | 999        | 999        |
| NED  | Freek van der Ham             | 8 I   | 37,95 (32)    | 10 O   | 1.14,00 (27) PR | 18 O   | 1.51,02 (15)    | 8 I    | 6.41,95 (12)    | 152,151 (11) | 999        | 999        |
| NED  | Niklas Reinders               | 17 O  | 36,60 (11)    | 19 O   | 1.11,80 (9)     | 16 I   | 1.51,96 (19)    | 2 I    | DSQ             | 109,820 (18) | 7          | 14         |
| NOR  | Finn Elias Haneberg           | 9 I   | 37,44 (26)    | 12 I   | 1.12,36 (12) PR | 17 O   | 1.49,55 (7) PR  | 6 I    | 6.30,36 (4) PR  | 149,172      | 4          | 12         |
| NOR  | Sigurd Henriksen              | 1 I   | 38,74 (38)    | 7 O    | 1.13,11 (20) PR | 14 O   | 1.49,08 (6)     | 7 I    | 6.18,76 BR      | 149,531 (5)  | 5          | 8          |
| NOR  | Miika Johan Klevstuen         | 14 O  | 36,22 (5)     | 16 O   | 1.13,04 (19)    | 999    | 999             | 999    | 999             | 72,740 (34)  | 999        | 999        |
| NOR  | Ivar Norheim                  | 999   | 999           | 999    | 999             | 6 O    | 1.53,42 (29) PR | 4 I    | 6.45,42 (16) PR | 999          | 999        | 999        |
| NOR  | Didrik Eng Strand             | 19 O  | 36,89 (13)    | 18 I   | 1.11,35 (5) PR  | 22 I   | 1.48,06         | 8 O    | 6.27,63 PR      | 147,348      | 999        | 999        |
| POL  | Kacper Abratkiewicz           | 18 O  | 36,51 (9)     | 8 O    | 1.15,34 (38)    | 999    | 999             | 999    | 999             | 74,180 (38)  | 999        | 999        |
| POL  | Szymon Kwapisz                | 999   | 999           | 999    | 999             | 5 O    | 1.54,40 (33) PR | 3 O    | 6.55,97 (26) PR | 999          | 12         | 712        |
| POL  | Mateusz Śliwka                | 16 I  | 1.01,49 (42)  | 15 I   | 1.12,51 (13)    | 15 O   | 1.51,32 (16)    | 5 O    | 6.43,87 (15) PR | 175,238 (17) | 999        | 999        |
| POL  | Jerzy Stadnicki               | 9 O   | 37,93 (31)    | 10 I   | 1.14,84 (34)    | 8 O    | 1.54,93 (37)    | 2 O    | 7.10,61 (30)    | 156,721 (15) | 11         | 711        |
| POL  | Szymon Wojtakowski            | 20 I  | 36,05 (4)     | 18 O   | 1.11,25 (4) PR  | 20 O   | 1.48,84         | 1 O    | 6.58,53 (29)    | 149,808 (6)  | 999        | 999        |
| POR  | Afonso Henrique Pestana Silva | 999   | 999           | 999    | 999             | 11 I   | DSQ             | 6 O    | 6.42,85 (13) PR | 999          | 8          | 9          |
| ROU  | Nicolae Sebastian Mihalache   | 4 O   | 38,48 (36)    | 3 O    | 1.17,90 (42)    | 999    | 999             | 999    | 999             | 77,430 (42)  | 13         | 713        |
| ROU  | Gabriel Eduard Nitu           | 15 I  | 36,93 (14)    | 12 O   | 1.14,44 (31)    | 999    | 999             | 999    | 999             | 74,150 (37)  | 7          | 13         |
| USA  | Liam Kitchel                  | 7 I   | 38,87 (39)    | 13 I   | 1.15,38 (39)    | 999    | 999             | 3 I    | 6.57,95 (28)    | 118,355 (29) | 9          | 709        |
| USA  | William Silk                  | 2 O   | 39,53 (41)    | 13 O   | 1.16,70 (41)    | 15 I   | 1.53,88 (31)    | 6 I    | 6.49,31 (18)    | 156,771 (16) | 999        | 999        |
| USA  | Carl Tatelli                  | 999   | 999           | 999    | 999             | 17 I   | 1.52,78 (24)    | 999    | 999             | 999          | 6          | 16         |
| USA  | Max Weber                     | 6 O   | 38,05 (33)    | 11 I   | 1.15,23 (37)    | 11 O   | 1.56,48 (40)    | 999    | 999             | 114,491 (27) | 999        | 999        |
| USA  | Dylan Woodbury                | 12 O  | 37,67 (28)    | 19 I   | 1.14,05 (28)    | 20 I   | 1.56,59 (41)    | 999    | 999             | 113,558 (25) | 999        | 999        |